# 하늘과 바다 사이
하늘과 바다 사이(일본어: ソラとウミのアイダ, Between the Sky and Sea)는 원작자 히로이 오지와 함께 포워드웍스 소유의 일본의 미디어 프랜차이즈이다. 주로 스마트폰 게임으로 구성되며 안드로이드와 iOS용으로 2017년 9월 28일 출시되었다. DMM의 마이크로소프트 윈도우 버전은 처음에 2018년 2분기에 출시할 것으로 발표되었으나 끝내 런칭하지는 못했다. 일본의 애니메이션 텔레비전 시리즈 각색판은 TMS 엔터테인먼트가 맡았으며 2018년 10월 4일부터 12월 20일까지 방영되었다. 센타이 필름웍스는 이 시리즈의 라이선스가 있다.